# 石和鷹
石和 鷹（いさわ たか、1933年11月6日－1997年4月22日）は、日本の小説家、編集者。本名は水城 顕（みずしろ あきら)。

## 来歴・人物
埼玉県生まれ。早稲田大学文学部仏文科卒。大学在学中から『早稲田文学』に小説を書き、後藤明生や森内俊雄の仲間だった。卒業後の1958年に集英社に入社、1972年『週刊プレイボーイ』編集長、1976年より85年まで文芸雑誌『すばる』の編集長を務め、石川淳の担当として『狂風記』『江戸文学掌記』などの晩年の代表作の執筆に貢献した。
編集者時代に深沢七郎と交流し、深沢の小説「秘戯」にやはり当時編集者だった嵐山光三郎とともに「水代（みずしろ）」という名前で登場する。
編集者としての活動の傍ら執筆を行い、1985年「掌の護符」（『早稲田文学』）で芥川賞候補、続いて「果つる日」で同候補、89年『野分酒場』で泉鏡花文学賞、95年『クルー』で芸術選奨文部大臣賞、97年『地獄は一定すみかぞかし』で伊藤整文学賞を受賞した。
1997年4月22日、癌のため逝去。

## 著書
- 『果つる日』 文藝春秋 1986
- 『野分酒場』 福武書店 1988、福武文庫 1994
- 『蓮の星月夜』 福武書店 1990
- 『八月の独白』 学芸書林 1991
- 『レストラン喝采亭』 集英社 1991、集英社文庫 1997
- 『残夢集』 河出書房新社 1992
- 『男の風情』 PHP研究所 1993
- 『いきもの抄』 集英社 1994、集英社文庫 1997
- 『クルー 』福武書店 1994
- 『深夜の独笑 集英社』 1996
- 『茶湯寺で見た夢 集英社』 1997
- 『地獄は一定すみかぞかし 小説暁烏敏』 新潮社 1997、新潮文庫 2000